# Un soir sur le bateau

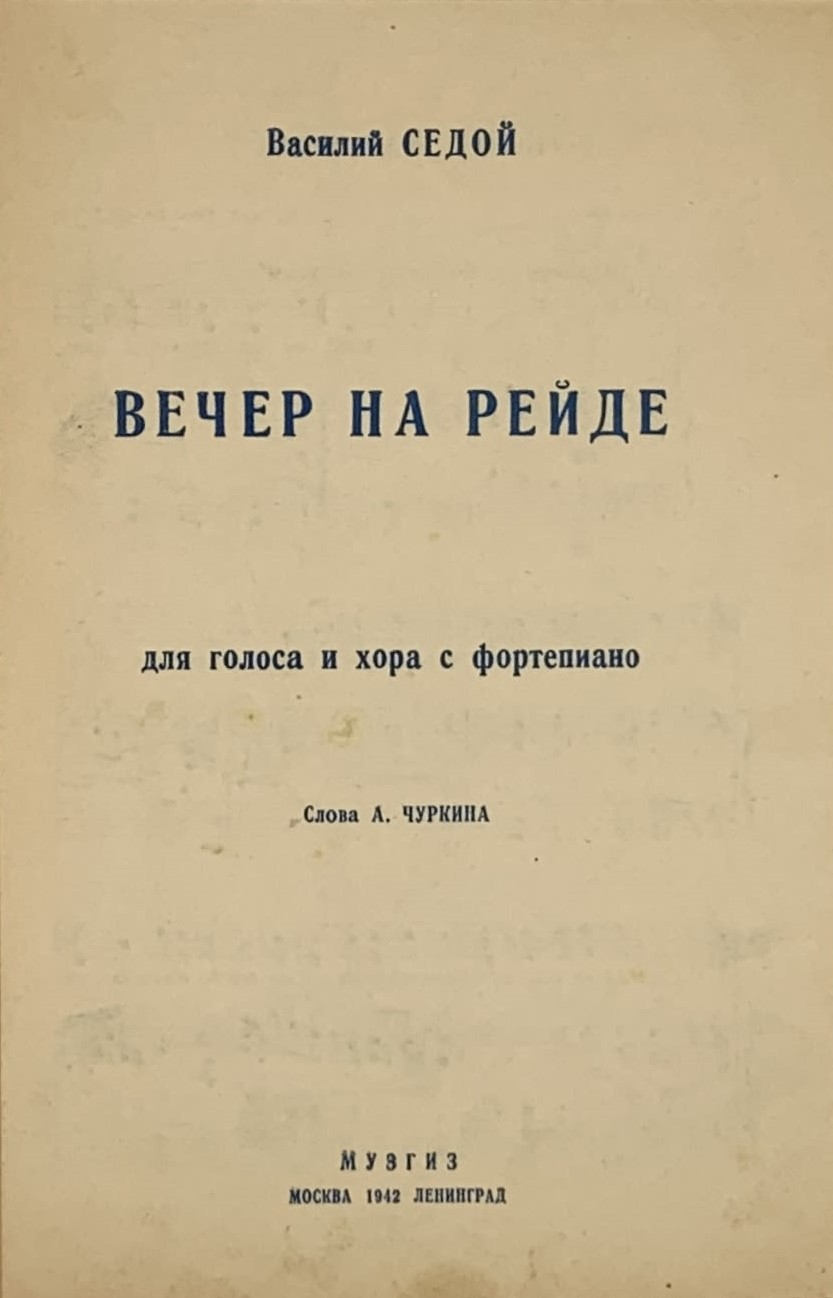
Le recueil original de la chanson.

Un soir sur le bateau (en russe Ве́чер на ре́йде, Vetcher na reïdiè, soit « Un soir dans la rade ») est une chanson populaire du compositeur Vassili Soloviov-Sedoï, sur des paroles d'Alexandre Tchourkine (ru), écrite en 1941 à Leningrad, et publiée en 1942,. Pendant la Grande Guerre patriotique, elle a été interprétée par Vladimir Bountchikov en trio avec Mikhaïl Mikhaïlov et Vladimir Netchaev, ainsi que par Efrem Flaks et Klavdiya Shulzhenko. La chanson n'a pas perdu de sa popularité dans la période d'après-guerre, devenant l'un des chefs-d'œuvre du répertoire composé de Soloviov-Sedoï.
Selon le musicologue Arnold Sokhor (ru), Un soir sur le bateau est l'un des exemples les plus frappants et originaux de chansons lyriques d'un « héros collectif » dédié à l'amour de la Patrie soviétique. En discutant de la mélodie de la chanson, le musicologue Youli Kremliov (ru) a noté la fraîcheur et l'éclat de son intonation, ainsi que le fait qu'elle est « véritablement mélodieuse et se développe magnifiquement par endroits ». Le compositeur Youri Milioutine (ru) a écrit quant à lui que Soloviov-Sedoï était parvenu à trouver « de telles intonations et un thème qui étaient généraux pour tous les segments de la population », ce grâce à quoi « la chanson est devenue véritablement folklorique ».

## Histoire

### Origine de la chanson
La chanson a été créée à Léningrad en août 1941, peu avant le siège de la ville,. Selon Vassili Soloviov-Sedoï, il avait, durant ce mois d'août, participé, en tant que membre d'un groupe de compositeurs et de musiciens, aux travaux de chargement dans le port de Léningrad. Le compositeur se souvient : « Ce fut une soirée merveilleuse, comme il me semble qu'il n'en existe qu'ici, dans la Baltique. Non loin de là, il y avait un navire dans la rade, d'où nous entendions les sons d'un accordéon à boutons et une sorte de chanson. Nous venions de terminer notre travail et écoutions encore le chant des marins. J'ai eu l'idée d'écrire une chanson sur cette merveilleuse soirée, qui est arrivée de manière inattendue et à beaucoup de gens qui demain, peut-être, devraient se lancer dans une campagne dangereuse, au combat. De retour du port, je me suis assis pour composer cette chanson ».

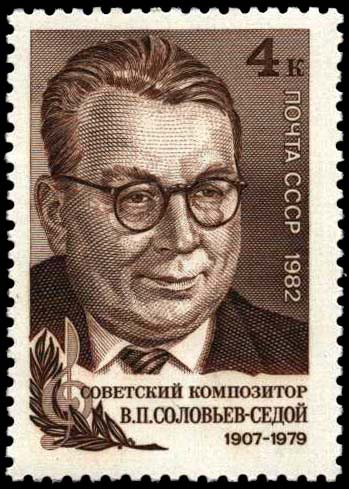
Vassili Soloviov-Sedoï sur un timbre-poste de l'URSS de 1982

Dans le même groupe se trouvait le poète Alexandre Tchourkine, qui décrivit plus tard les événements de cette soirée comme suit : « Soloviev-Sedoy était assis silencieux et pensif. Alors que nous rentrions chez nous, il a déclaré : "Merveilleuse soirée. Ça mérite bien une chanson." Apparemment, il avait déjà développé une mélodie, car il m'a immédiatement indiqué la "rythmique" à laquelle il pensait… Les paroles devaient évoquer : les marins quittent leur ville bien-aimée, lui disent au revoir… , ».
Le lendemain, Tchourkine écrit trois vers selon la taille suggérée et les transmet à Soloviov-Sedoï ; trois jours plus tard, le compositeur le rappelle et lui a dit : « J'ai terminé la chanson. Le refrain sera large et répétitif, mais je n'ai pas de paroles pour. Viens les écrire. » Tchourkine vient voir Soloviov-Sedoï, qui lui joue alors au piano la mélodie qu'il a créée pour la chanson, y compris le refrain, dont le compositeur lui-même a inventé le début — « Adieu, ville bien-aimée ! » . Par la suite, Soloviov-Sedoï se souvient : « J'ai pensé aux marins qui donnent leur vie pour défendre les abords maritimes de notre ville, et j'ai été envahi par un désir ardent d'exprimer leurs humeurs et leurs sentiments en musique. À la maison, je m'asseyais au piano et composais en quelques heures une chanson, variant sans cesse la même phrase : « Adieu, ville bien-aimée… » (Прощай, любимый город, Prochtchaï, lioubimy gorod). Il fallait composer une suite à ce refrain. Tchourkine suggère : « Nous prendrons la mer bientôt », mais Soloviov-Sedoï insiste alors sur une autre option : « Nous prendrons la mer demain ». Après avoir discuté de la rime, Tchourkine accepte finalement, après quoi les deux hommes créent ensemble la suite du refrain : « Et à l'aube / Une écharpe bleue familière apparaît derrière la poupe »,.
Le manuscrit de l'auteur de la chanson « Un soir sur le bateau », qui est un petit morceau de papier à musique dont les premières lignes sont écrites, est conservé dans les archives du musée national russe de la musique.

### Après la création
Une fois le travail sur la chanson terminé, les auteurs l'ont présentée à la branche léningradoise de l'Union des compositeurs de l'URSS ; certains critiquent cette chanson comme étant « décadente et mineure », considérant qu'elle « n’aidait pas à remonter le moral des soldats dans une période aussi difficile ». Dans cette situation, Soloviov-Sedoï décide de reporter la distribution de la chanson jusqu'à des temps meilleurs,,.
Peu de temps après, les auteurs de la chansons ont évacués : Tchourkine vers Arkhangelsk, et Soloviov-Sedoï vers Chkalov (aujourd'hui Orenbourg). Lors de l'évacuation, Soloviov-Sedoy créé un théâtre de variétés avec lequel il se rend en février 1942 dans la région de Rjev, sur le front de Kalinine, où il interprète ses chansons devant les soldats. Lors d'un de ces concerts, l'un des auditeurs lui demande de chanter quelque chose qui touche l'âme, ce sur quoi le compositeur se souvient d'Un soir sur le bateau. Il déclarera par la suite : « Dans un abri bas et faiblement éclairé, étroitement entouré de soldats, j'ai chanté pour la première fois une chanson que j'avais composée à Leningrad, une chanson d'adieu à ma ville bien-aimée. En entendant qu’ils chantaient avec moi, d’abord doucement, puis de plus en plus fort, j’ai réalisé avec joie que la chanson avait touché le cœur des soldats ».
En 1942, la partition de la chanson Un soir sur le bateau est publiée dans deux éditions distinctes par le Fonds soviétique de protection des droits d'auteur (ru) et le Fonds musical de l'URSS (ru),. Néanmoins, les attaques contre le travail de Soloviov-Sedoï et Tchourkine se poursuivient — en particulier à travers un rapport publié en 1942 de la Société de toute l'Union pour les relations culturelles avec les pays étrangers, préparé pour le Comité central du Parti communiste de l'Union soviétique. Le rapport reproche aux paroles de la chanson d'être « tellement abstraites et émasculées qu'elles peuvent être utilisées par n'importe quel pays et n'importe quelle armée, même fasciste ».

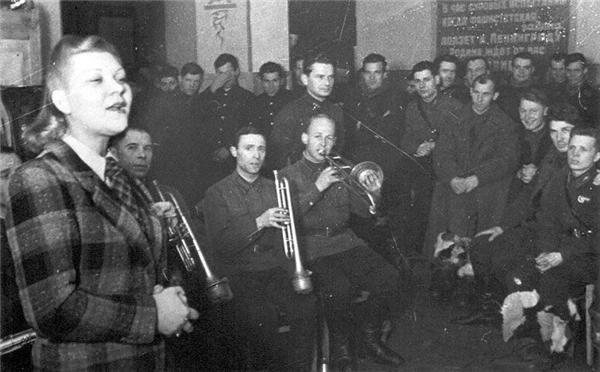
Claudia Chouljenko, l'une des premières interprètes de la chanson (photo de 1941)

À l'automne 1942, la chanson est enregistrée sur un disque de gramophone dans une interprétation de Vladimir Bountchikov et Mikhaïl Mikhaïlov ; en 1943, un enregistrement d'Efrem Flaks paraît à son tour où il est accompagné d'un trio d'accordéonistes ; et, en 1944, Bountchikov l'enregistre en duo avec Vladimir Netchaïev. L'un des premiers interprètes professionnels de la chanson fut Klavdia Shulzhenko, qui l'interpréta lors de concerts depuis 1942. Pour cette chanson (ainsi que deux autres), Vassili Soloviov-Sedoï reçoit le prix Staline en 1943.
La popularité de la chanson pendant la Grande Guerre patriotique a été mise en évidence par l'apparition de diverses variantes et modifications de son texte original. La version interprétée par les parachutistes commençait par les mots : « Chantons, les amis, car demain nous allons voler / Nous volons derrière les lignes ennemies... ». L'un des dirigeants du mouvement partisan en Crimée (ru), Ivan Kozlov, se souvient quant à lui d'une adaptation de la chanson aux réalités géographiques de la péninsule. Même les  partisans italiens composent leur propre version de la chanson sur cet air, laquelle parlait d'une jeune femme participant à la lutte contre le nazisme.
La chanson n'a pas non plus perdu de sa popularité dans la période d'après-guerre et compte parmi les chefs-d'œuvre de Soloviov-Sedoï. À la fin des années 1950, sa mélodie était interprétée par le pianiste américain Van Cliburn.

## Analyse et commentaires
Le musicologue Arnold Sokhor considérait Un soir sur le bateau comme l'un des exemples les plus frappants et originaux de chansons lyriques d'un « héros collectif » dédié à l'amour de la patrie. En particulier, la tendresse et la chaleur s'expriment dans le discours sincère « Adieu, ville bien-aimée ! », combinant une exclamation déclamatoire, puis la plus haute montée de toute la chanson sur le mot « bien-aimé » et, après cela, l'intonation d'un « soupir » sur le mot « ville ». Dans le même temps, la chanson contient « une empreinte de tristesse réfléchie due à la séparation à venir », qui se traduit dans la mélodie par des « gels » et des pauses sur fond de mouvement mesuré de l'accompagnement. Selon Sokhor, le ton triste de la musique « est déterminé par le mouvement lent et fluide en mineur avec une accentuation répétée par des accents métriques des degrés mineurs les plus caractéristiques du mode - le tiers (6 fois) et le sixième (6 fois) » ; cependant, « cette tristesse est légère » — en effet, tout au long de la mélodie, le majeur « surgit » plusieurs fois, la régularité et le naturel de son apparition créant l'impression qu'il « se cache tout le temps dans cette musique ». Sokhor a noté que « le mouvement interne tranquille et mesuré qui ne s'arrête pas un instant » contenu dans la mélodie évoque un sentiment de calme et de persévérance, en accord avec le moment et les circonstances de la création de la chanson.
Le musicologue Youliy Kremliov a écrit quant à lui que « les mérites remarquables de la chanson Un soir sur le bateau étaient dus à l'inspiration, aux images et à la généralité de l'œuvre ». Selon lui, cette chanson a été écrite « non pas parce que le compositeur s'est fixé une certaine tâche avec son esprit, mais parce qu'il ne pouvait s'empêcher de réagir à ce qu'il percevait et expérimentait ». Discutant de la mélodie de la chanson, Kremliov a noté qu'elle était « véritablement mélodieuse et par endroits superbement développée », et que le compositeur utilisait « le facteur de récitatif mélodique » ; il et met également en évidence des rythmes ponctués, qui, combinés au chant, acquièrent fraîcheur et luminosité intonatives.
Le compositeur Nikolaï Gan, camarade d'études de Soloviov-Sedoï au Conservatoire de Leningrad, pensait que la chanson dépassait « dans sa signification artistique » le statut « de simple chanson », l'appelant « une chanson symphonique, malgré la forme en vers ». Gan décrit les accords linéaires à la pédale harmonique dans la courte introduction de la chanson comme des « harmonies douloureuses de type debussien ».
Le musicologue Vladimir Gourevitch attire l'attention sur le fait que la mélodie est « construite contrairement à toutes les règles » d'une composition vocale : elle commence par un mouvement d'octave, suivi d'une septième mineure et d'une sixte mineure, et le refrain de la chanson « est basé sur l'écriture mordante, issue de la tradition du clavecin baroque ». Gourevitch évalue ce « paradoxe » stylistique comme un « dispositif brillant » qui donne naissance à une « mer d'associations ».
Le compositeur Youri Milioutine (ru) a noté que dans la chanson, Soloviov-Sedoï « a trouvé de telles intonations, et un thème qui parle à tous les segments de la population, [au point que] la chanson en devient véritablement folklorique ».

## Interprètes
Au cours de son histoire, à commencer par les performances de Vladimir Bountchikov avec Mikhaïl Mikhaïlov (1942) et Vladimir Netchaev (1944), ainsi que Klavdia Chouljenko et Efrem Flax (1943), la chanson Un soir sur le bateau a fait partie du répertoire de nombreux chanteurs célèbres, dont Alexandre Rozoum (ru) avec Anatoli Alexandrovitch (ru), Muslim Magomaev, Georgy Vinogradov, Lyudmila Gurchenko, Youri Bogatikov, Boris Zaïtsev (ru), Ievgueni Nesterenko, Alibek Dnichev (ru), Yossif Kobzon, Oleg Pogoudine (ru), et bien d'autres encore. En tant que solistes de l'ensemble de chant et de danse de l'armée soviétique, la chanson a été interprétée par Evgueni Beliaïev avec Boris Shapeenko, ainsi que par Victor Ivanovitch Nikitine (ru) avec Vladimir Katerinsky. Dans les années 1970, la chanson a été interprétée par le soliste Sergey Paramonov (ru) avec le Grand chœur d'enfants de la radio et de la télévision centrale de toute l'Union (ru).

## Extrait des paroles

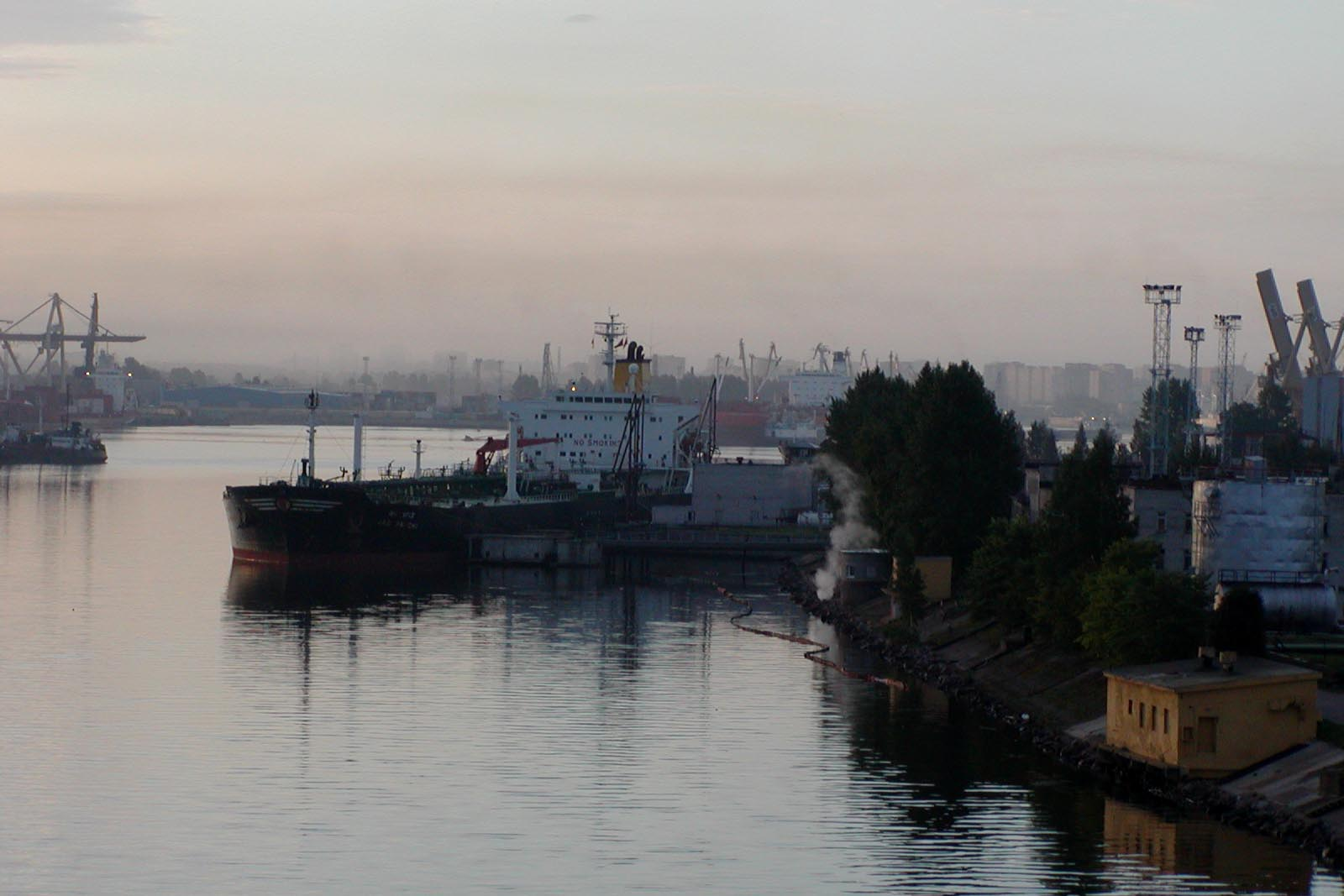
Vue contemporaine du port de Saint-Pétersbourg (ex-Léningrad).

| Споёмте, друзья, ведь завтра в поход Уйдём в предрассветный туман. Споём веселей, пусть нам подпоёт Седой боевой капитан. | Chantons, les amis, car demain nous partons Entrons dans le brouillard d'avant l'aube. Chantons plus joyeusement, laissez-le nous chanter Le capitaine de bataille aux cheveux gris. |
| Прощай, любимый город! Уходим завтра в море. И ранней порой Мелькнёт за кормой Знакомый платок голубой.                   | Adieu, ville bien-aimée ! Nous partons en mer demain. Et parfois au matin Scintille derrière la poupe Une écharpe bleue familière.                                                   |